# Nayuchi
Nayuchi est une localité située dans le district de Machinga au Malawi à la frontière avec le Mozambique. Cette localité abrite un poste frontière  où s'effectuent les contrôle routiers et ferroviaires entre le Malawi et le Mozambique.
La ville mozambicaine d'Entre-Lagos est située juste de l'autre côté de la frontière.

## Transport
La ville possède une gare ferroviaire sur la voie ferrée de Nacala qui relie le Malawi au port de Nacala sur l'océan Indien.